# Кутузовская (платформа, Калужско-Нижегородский диаметр)
Куту́зовская — остановочный пункт МЦД-4 «Железнодорожный — Апрелевка», на соединительной ветке между Киевским и Белорусским направлениями Московской железной дороги.

## Расположение
Остановочный пункт возведён в Дорогомилове на пересечении Кутузовского проспекта и Третьего транспортного кольца (ТТК); он расположен между Москвой-рекой и Кутузовским проспектом.
Располагается параллельно одноимённым станциям метро и МЦК; интегрирован с 11 маршрутами наземного общественного транспорта.

## Пересадки
С платформы организован переход на одноимённые станции метро и МЦК. 3 июня 2024 года открылась пешеходная галерея для пересадки со станции метро на станцию МЦД-4.

## Открытие
Остановочный пункт был открыт 9 сентября 2023 года вместе со всей линией МЦД-4.

## Интересные факты
В непосредственной близости от станции размещается строящийся офисный комплекс «Сбербанк-Сити», после окончания строительства которого появится возможность связать его с инфраструктурой метро, МЦК и МЦД-4.